# Hôtel de Guise (Alençon)
Pour les articles homonymes, voir Hôtel de Guise (homonymie).
L'hôtel de Guise est un hôtel particulier qui se dresse sur la commune française d'Alençon dans le département de l'Orne, en région Normandie. Il est actuellement occupé par la préfecture de l'Orne.
L'hôtel fait l'objet d'un classement partiel au titre des monuments historiques par arrêté du 11 juillet 1903.

## Localisation
L'hôtel est situé sur la commune d'Alençon, dans le département français de l'Orne.

## Historique
Élisabeth-Marguerite d'Orléans (1646-1696), duchesse d'Alençon, veuve de Louis Joseph de Guise, achète l'hôtel en 1675. 
À la suite de la destruction en 1592, d'une grande partie du château d'Alençon sur la volonté d'Henri IV, depuis le XVIIe siècle, les ducs d'Alençon résidèrent dans l'hôtel Louis XIII, qui sera ensuite donné aux intendants de la généralité d'Alençon puis aux préfets de l'orne.